# 山賀雅仁
山賀 雅仁（やまが まさと、1982年3月6日 – ）は、千葉県出身の競輪選手。日本競輪学校第87期生。師匠は大坪義和（55期）、弟子は篠崎新純（102期）。

## 経歴
千葉県立天羽高等学校出身。
2002年8月3日、伊東温泉競輪場でデビュー。その翌々日にA級初勝利を挙げる。
2003年10月9日、岸和田競輪場でA級初優勝。2005年5月29日、伊東温泉競輪場でS級初勝利。
2008年8月3日、立川競輪場でS級初優勝。
2019年6月11日に300勝を挙げた。2010年代以降はGI競走に常時出場している。
2019年9月、令和元年房総半島台風の被害を受けた千葉県君津市のガソリンスタンドで、自ら自転車型非常給油装置に跨がり、約1800リットルの給油を行った。午前11時から午後5時までに、約150台に給油したという。山賀の給油活動はTwitterで拡散され、大きな話題となった。山賀本人は「友達の商売の手伝いをしただけ」とコメントした。この支援活動に対して、公益財団法人JKAから2019年特別功労賞を贈られた。